# Antoine Jérôme Balard
Antoine Jérôme Balard (1802-1876) là một nhà hóa học người Pháp và là một trong những người phát hiện ra brom, cùng với Carl Jacob Löwig.

## Sự nghiệp
Sinh ra tại Montpellier, Pháp, vào ngày 30 tháng 9 năm 1802, ông bắt đầu làm nghề bào chế thuốc, nhưng đảm nhiệm công việc giảng dạy, ông làm trợ lý hóa học tại khoa khoa học của thị trấn quê hương, và sau đó trở thành giáo sư hóa học tại trường đại học hoàng gia và trường dược và tại khoa khoa học.  Năm 1826, ông đã phát hiện ra trong nước biển một chất mà ông đã nhận ra là một nguyên tố chưa được biết đến trước đó và đặt tên là brom. Nó đã được điều chế một cách độc lập bởi Carl Jacob Löwig năm trước và cả hai đều được coi là đã phát hiện ra nguyên tố này.
Thành tựu này mang lại cho ông danh tiếng bảo đảm cuộc bầu cử của ông với tư cách là người kế nhiệm Louis Jacques Thénard vị trí hóa học tại khoa khoa học ở Paris, và năm 1851, ông được bổ nhiệm làm giáo sư hóa học tại College de France, nơi ông Marcellin Berthelot đầu tiên là học sinh, sau đó là trợ lý và cuối cùng là đồng nghiệp. Balard cũng có học trò là Louis Pasteur khi Pasteur 26 tuổi. Balard qua đời ở Paris vào ngày 30 tháng 4 năm 1876.